# Chelsea (groupe anglais)
Pour les articles homonymes, voir Chelsea.
Ne doit pas être confondu avec Chelsea (groupe français).
Chelsea est un groupe de punk rock britannique, originaire de Londres, en Angleterre. Plus de deux décennies après sa sortie, leur premier single, Right to Work, est cité dans la liste des meilleurs singles de punk rock établie par le magazine Mojo.

## Biographie
Chelsea est formé en 1977 à Londres, en Angleterre. La formation originale comprend le leader Gene October, Billy Idol (guitare), Tony James (basse) and John Towe (batterie). Ces deux derniers étaient membres de London SS dont the Clash sont également issus. Après quelques concerts, les trois derniers quittent October pour former Generation X. October recrute ensuite Carey Fortune (batterie), Martin Stacy (guitare) et Bob Jessie (basse), les deux derniers étant remplacés par Henry Daze (Henry Badowski) et James Stevenson (qui joindra plus tard Generation X). Les membres - avec Simon Cade Williams, aka Simon Vitesse, qui se joint au groupe à la basse en 1977 pour la sortie du second single High Rise Living - est caractéristique dans l'existence de Chelsea, October étant le seul premier membre encore présent.
Leur premier single, Right to Work (publié en 1977 chez Step-Forward Records), qui traite du chômage, devient leur chanson la plus populaire. Il est enregistré par la formation October/Fortune/Daze/Stevenson. Il apparait dans la bande-son du film Jubilee de Derek Jarman sorti en 1977, auquel participe physiquement October. Le 25 octobre 1978, le groupe publie un autre single, Urban Kids, produit par l'ex-manager des Who, Kit Lambert.
Après avoir passé 1977 et 1978 à tourner à l'international, Chelsea publie son premier album, Chelsea, en 1979. Leur deuxième album, Alternative Hits, est publié en 1980 ; il est aussi distribué aux États-Unis sous le titre de No Escape par le label I.R.S. Records. Après un split, October joue avec une nouvelle formation qui comprend le guitariste Nic Austin, avec qui ils enregistrent l'album Evacuate (1982). October publie sporadiquement des albums avec plusieurs formations de Chelsea dans les années 1980, dont Rocks Off, Original Sinners, et Underwraps. 
Dans les années 1990, la formation qui comprend Austin et le nouveau bassiste Mat Sargent publie les albums The Alternative (1993) et Traitors Gate (1994). En 1999, la formation du premier album, avec Stevenson, se réunit pour effectuer la tournée Social Chaos Tour en Amérique du Nord. Un album live, Metallic F.O.: Live at CBGB's (publié en 2002), est enregistré au CBGB de New York pendant cette tournée, en août 1999.
Désormais complété par le bassiste des Buzzcocks, Tony Barber, le groupe publie l'album Faster, Cheaper and Better Looking en 2005. Austin et Sargent reviennent en 2011, et cette formation publie l'album Saturday Night Sunday Morning en 2015.

## Discographie

### Albums studio
- 1979 : Chelsea
- 1980 : No Escape
- 1982 : Evacuate
- 1985 : Original Sinners
- 1986 : Rocks Off
- 1989 : Underwraps
- 1993 : The Alternative
- 1984 : Traitors Gate
- 2005 : Faster, Cheaper and Better Looking
- 2015 : Saturday Night Sunday Morning

### Singles
- 1977 : Right to Work
- 1977 : High Rise Living
- 1978 : Urban Kids
- 1979 : Decide
- 1980 : No-One's Coming Outside
- 1980 : Look at the Outside
- 1980 : No Escape
- 1981 : Rockin' Horse
- 1981 : Freemans
- 1981 : Evacuate
- 1982 : War Across the Nation
- 1982 : Stand Out
- 1985 : Valium Mother
- 1986 : Shine the Light
- 1986 : Give Me More
- 1994 : We Dare
- 2007 : Sod the War

### Compilations
- 1980 : Alternative Hits
- 1983 : Just for the Record
- 1988 : Back Trax
- 1989 : Unreleased Stuff
- 1997 : Fools and Soldiers
- 1998 : The Punk Singles Collection 1977-82
- 2001 : The BBC Punk Sessions
- 2004 : Urban Kids - A Punk Rock Anthology
- 2015 : Right to Work - The Singles

### Albums live
- 1984 : Live and Well
- 2002 : Metallic F.O.: Live
- 2005 : Live at the Music Machine 1978
- 2005 : Live and Loud